# Wilfried Lochbühler
Wilfried Lochbühler (* 1960) ist ein katholischer Sozialethiker und Bibliotheksleiter. 
Lochbühler studierte Theologie und Geschichte in Freiburg im Breisgau, Innsbruck und Luzern. Von 1989 bis 2001 war er wissenschaftlicher Assistent und Oberassistent an der Universität Luzern im Fachbereich Sozialethik. Mit einer Arbeit über Christliche Umweltethik wurde er 1994 bei Hans Jürgen Münk zum Dr. theol. promoviert. 2000 wurde er stellvertretender Direktor der Zentral- und Hochschulbibliothek Luzern und 2008 Vorsitzender der «Arbeitsgruppe Bibliotheksstatistik» der Vereinigung Schweizerischer Bibliothekare, 2013 Direktor der Hauptbibliothek der Universität Zürich. Seit 2016 ist er Präsident des Lenkungsausschusses des Konsortiums Schweizer Hochschulbibliotheken. 